# BFM TV
Pour les articles homonymes, voir BFM.
Ne doit pas être confondu avec BFM Radio, BFM Business ou BFM Régions.
BFM TV est une chaîne de télévision française d'information nationale en continu privée, appartenant groupe RMC BFM, contrôlé par la société CMA Média du groupe CMA CGM. Elle commence à émettre le 28 novembre 2005, environ huit mois après le démarrage officiel de la TNT. BFM TV est accessible librement et sans abonnement, principalement sur la TNT (sauf outre-mer), le câble, le satellite, la télévision par internet (IPTV), la télévision mobile personnelle (sur smartphones et tablettes) et en lecture en continu sur Internet.
Des déclinaisons locales de la chaîne d'information principale existent, tels que la chaîne d'information régionale BFM Paris Île-de-France ainsi que les chaînes d'information locales BFM Lyon, BFM Grand Lille, BFM Grand Littoral, BFM DICI Alpes du Sud, BFM DICI Haute-Provence, BFM Marseille Provence, BFM Toulon Var, BFM Nice Côte d'Azur, BFM Alsace et BFM Normandie. 
À partir de juillet 2019, Marc-Olivier Fogiel est nommé directeur général, succédant à Hervé Beroud, nommé directeur général délégué d’Altice Média, actionnaire de la chaîne. En juillet 2024, devancée en audience par sa concurrente directe CNews, Fogiel est contraint de quitter la direction de la chaîne, remplacé par Fabien Namias, venu du groupe TF1, dans un contexte de changement d'actionnaire.

## Histoire

### Lancement du projet
Le 14 décembre 2004, le projet BFM TV est officiellement lancé par le groupe NextRadio (rebaptisé à cette occasion NextRadioTV).
BFM TV inaugure officiellement son antenne à 18 h le 28 novembre 2005 sur la TNT, le câble, le satellite et le Web. Le tout premier journal est présenté dans un décor virtuel par Ruth Elkrief : au cours de son édition, elle interroge en direct Dominique Baudis et Renaud Donnedieu de Vabres, alors respectivement président du CSA et ministre de la Culture et de la Communication.
Le sigle BFM, initialement « Business FM », correspond à l'ancien nom de la station de radio FM, dont la chaîne BFM TV est une déclinaison. Cette station de radio a depuis été rebaptisée BFM Business.

#### Denovembre 2005àmai 2006: saison 2005-2006
La grille de lancement de BFM TV est centrée sur la matinale et la soirée.
Le week-end, Guillaume Vanhems présente un journal de trente minutes à 19 h et 20 h, un tout-images étant diffusé tout le reste de la journée.

#### Saison 2008-2009

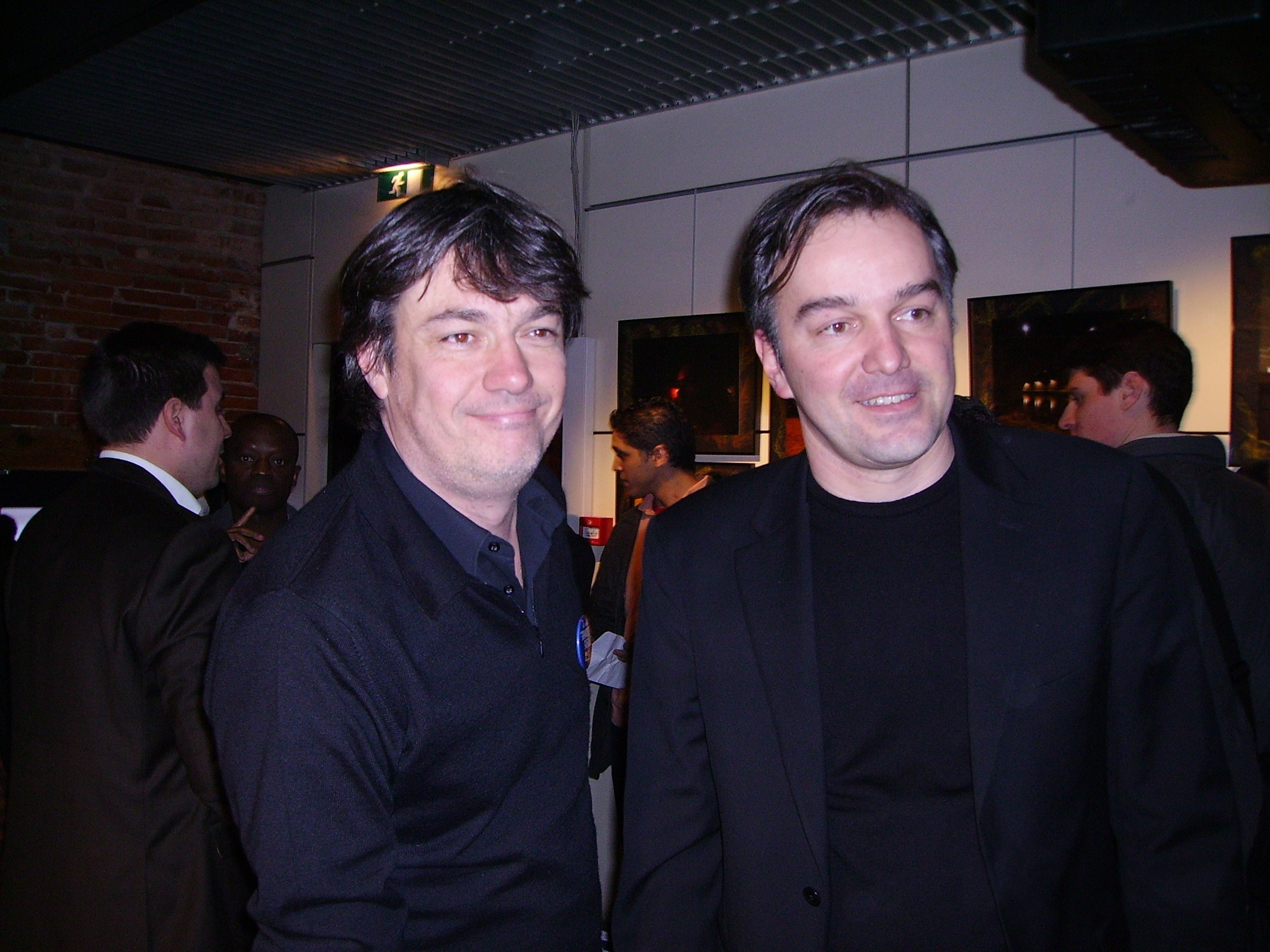
Alain Marschall et Olivier Truchot en janvier 2007.

À la rentrée de septembre 2008, BFM TV met à l'antenne une grille en « direct intégral, de 6 h à minuit ». Alain Marschall et Olivier Truchot, qui animent depuis 2004 Les Grandes Gueules de 11 h à 14 h sur RMC, reprennent la case de Ruth Elkrief (de 19 h à 20 h) avec une émission interactive proposant aux téléspectateurs de commenter l'actualité.
En juillet 2009, Nathalie Levy, co-présentatrice d'Info 360, quitte BFM TV pour rejoindre France 5[réf. nécessaire] tandis que Julian Bugier, chroniqueur sur l'économie dans cette même tranche, rejoint quant à lui la chaîne d'information continue concurrente I-Télé.

#### Saison 2009-2010
Pour la coupe du monde de football 2010, la chaîne d'information met en place tout au long de la journée plusieurs rendez-vous autour de cet évènement sportif. Thomas Sotto présente son QG de l'info en direct depuis l'Afrique du Sud pendant une semaine avant le début de la compétition. Rolland Courbis, déjà consultant sur la radio RMC, rejoint BFM TV où il apporte ses commentaires dans son rendez-vous matinal Le Tacle de Courbis, puis à 18 h 25 et 19 h 25, Rolland Courbis participe à Coup franc, émission présentée par Gilbert Brisbois, journaliste-animateur à RMC Sport. Une partie de l'émission After Foot, présentée par le trio Gilbert Brisbois, Rolland Courbis et Daniel Riolo sur RMC, est diffusée en simultané sur BFM TV, chaque soir de 22 h 45 à 23 h puis de 23 h 40 à 0 h.

#### Saison 2010-2011
Durant l'été 2010, Nathalie Levy revient sur BFM TV. Les soirées de la chaîne sont réorganisées : l'édition Non Stop de l'après-midi avec Jean-Alexandre Baril et Florence Duprat est décalée d'une heure, de 15 h à 18 h, suivi par BFM Story d'Alain Marschall et Olivier Truchot, décalé d'une heure également jusqu'à 19 h.
Après deux saisons à la mi-journée, Ruth Elkrief retrouve la tranche de 19 h à 20 h pour une émission de débat. L'émission satirique de Karl Zéro, Sarko Info se poursuit dans cette tranche avec une version plus longue de 8 minutes.
Thomas Sotto présente toujours le journal de 20 h, prolongé jusqu'à 21 h, avant le QG de l'info de 22 h à 23 h. Nathalie Levy assure la présentation de 21 h à 22 h et de 23 h à 0 h 30 avec Info 360.
En janvier 2011, à la suite de La Tribune BFM, la chaîne lance un nouveau rendez-vous politique dominical de 18 h à 20 h, BFM TV 2012 Le Point-RMC, en partenariat avec l'hebdomadaire Le Point et la station de radio RMC (qui appartient au même groupe que BFM TV). Pendant 2 h, une personnalité politique répond aux questions d'Olivier Mazerolle notamment.
Pendant l'été 2011, après six ans au sein de la chaîne, Thomas Sotto rejoint M6 pour présenter Capital. Philippe Verdier rejoint le service météo de France 2[réf. nécessaire].

#### Saison 2011-2012
Jean-Jacques Bourdin présente Bourdin Direct de 8 h 35 à 9 h. Ruth Elkrief co-présente quant à elle le Vingt Heures avec Alain Marschall.
En septembre 2011, BFM TV remplace ses éditions Non Stop tout-images de 6 h à 18 h du week-end par des journaux incarnés par des présentateurs, comme dans le reste de sa grille.
Début 2012, plusieurs chroniqueurs rejoignent la chaîne : Emmanuel Lechypre (économie), Ulysse Gosset (politique internationale). De plus, en avril 2012, Anne Sinclair intervient lors de la soirée électorale du premier tour de la présidentielle, sa participation à celle du second tour étant annulée à la suite des rebondissements médiatisés de l'affaire concernant son mari, Dominique Strauss-Kahn.

#### Saison 2012-2013
Le week-end, BFM TV lance une émission de reportages 7 jours BFM, présentée par Thomas Misrachi et diffusée le samedi de 18 h à 20 h. Frédéric de Lanouvelle puis François Gapihan rejoignent Stéphanie de Muru entre 10 h et 14 h. L'après-midi, toujours en week-end, Sandra Gandoin, qui est jusque-là remplaçante de Céline Couratin, officialise sa place avec Jean-Alexandre Baril et le soir Maxime Cogny prend la place de Damien Gourlet, pour présenter Week-end 360 avec Lucie Nuttin.

#### Saison 2018-2019

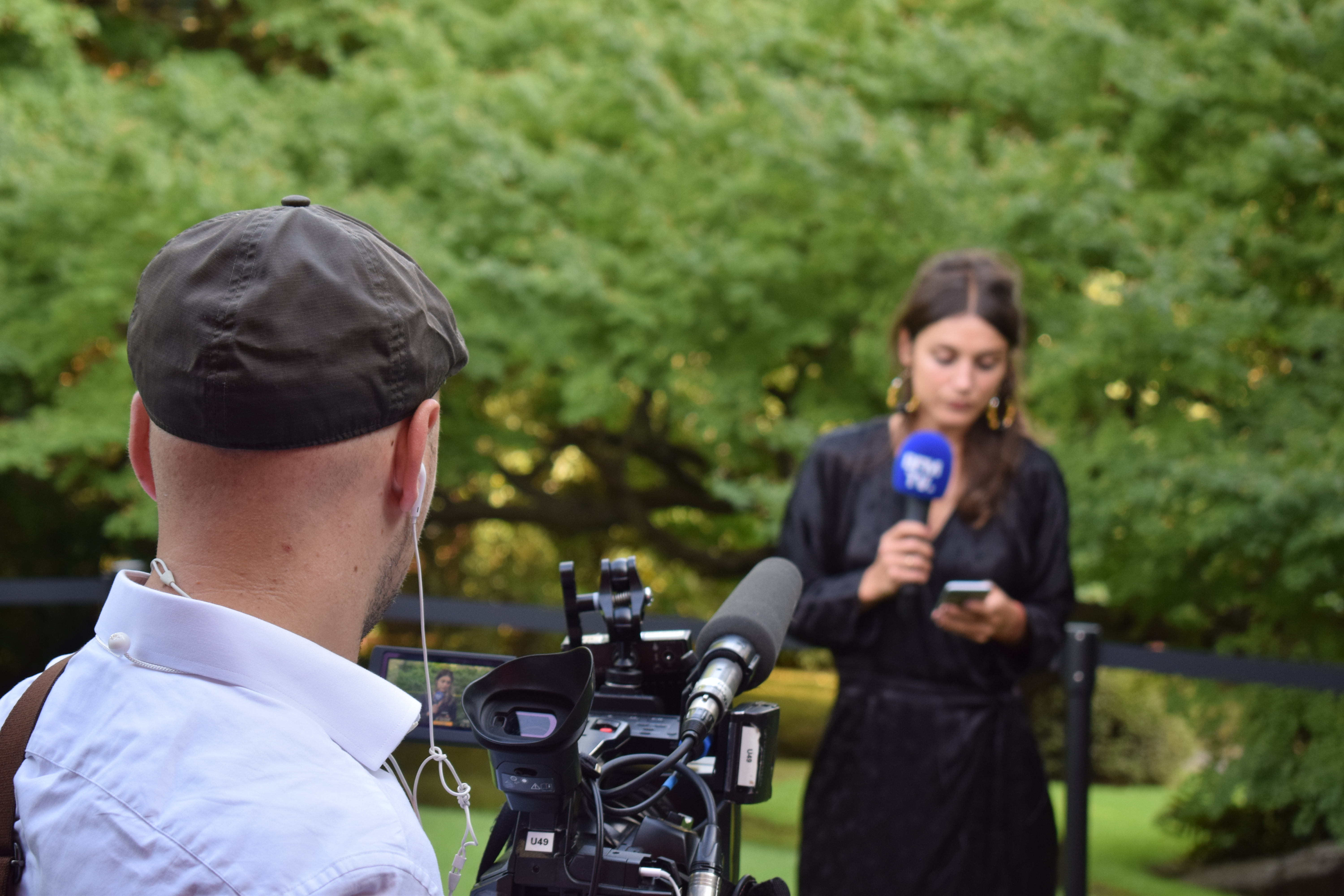
Agathe Lambret, journaliste politique de BFM TV en duplex depuis le Japon pour suivre un déplacement du président Macron.

Le 8 mars 2019, il est annoncé que BFM TV va diffuser la finale de la Ligue des Champions de football, ce qui renforce sa volonté d'être « la chaîne de l'événement ». Elle travaille en synergie avec leurs voisins de RMC Sport, détendeur des droits de l'intégralité et de l'exclusivité de la compétition, donc co-diffuseur payant de la finale.
Le 12 mars 2019, Free annonce l'échéance des chaines : BFM TV, BFM Business, RMC Découverte et RMC Story.
Le 1er juin 2019, BFM TV diffuse la finale de la Ligue des Champions de football sur son antenne, contrairement aux recommandations du CSA qui estime que cette diffusion constitue une entrave à ses obligations en matière de retransmission,. Le CSA a donc mis en demeure BFM TV sous la forme d'un avertissement avant une sanction en cas de récidive.
Début juin, l'éditorialiste et chef du service politique de BFM TV, Thierry Arnaud remplace Stéphane Soumier à la direction de la rédaction de BFM Business. Il est remplacé par Camille Langlade.
Marc-Olivier Fogiel succède à Hervé Beroud au poste de directeur général de BFM TV à compter de juillet 2019 et quitte donc RTL,.

#### Saison 2019-2020
Virginie Sainsily quitte BFM TV. Elle est remplacée par Sophie Hébrard à la co-présentation de la tranche 4 h 30 - 6 h de Première édition. De plus, Dominique Mari, qui rejoint le service reportage, cède également sa place de co-présentateur de cette même tranche à Julien Migaud-Muller. Sophie Hébrard étant partie en congé maternité au mois de décembre, elle est remplacée par Anne Seften de janvier à juin 2020.
En semaine, Le Live BFM est porté par Thomas Misrachi. Les journaux sont présentés par Roselyne Dubois. Cette dernière est remplacée, jusqu'à mi-mars 2020 par Céline Moncel en raison d'un congé maternité. Son retour sur BFM TV se fait en pleine crise sanitaire et la veille du début du confinement. Elle rejoint alors le service santé de la chaîne et intervient en plateau pour commenter et décrypter l'actualité liée au Covid-19.
Le Midi-15h est désormais présenté par Alice Darfeuille et Damien Gourlet. Ces derniers remplacent ainsi Karine de Ménonville et Ronald Guintrange.
Karine de Ménonville remplace Céline Moncel au Non Stop en semaine.
Alain Duhamel rejoint BFM TV. Il aura sa propre rubrique dans l'émission 19h Ruth Elkrief intitulée Face à Duhamel dans laquelle il débattra avec un panel de personnalités aux différentes sensibilités dont Sophia Chikirou, Natacha Polony, Aurélie Filippetti ou encore Eugénie Bastié.
Laurent Neumann remplace Thierry Arnaud dans le 20h Politique. Il présente également l'émission Brunet/Neumann avec Éric Brunet pour débattre de l'actualité. Ce nouveau programme est diffusé chaque vendredi entre 19 h et 20 h 30.
Fin de l'émission News et compagnie, présentée par Nathalie Levy. Cette dernière quitte également la chaîne à la fin de la saison 2018 - 2019. Aurélie Casse reprendra ainsi la tranche 21 h - 22 h avec les émissions Ligne rouge (le lundi) et Le dézoom (du mardi au jeudi). À noter également qu'un lundi par mois, Bruce Toussaint prendra sa place dans Ligne rouge lors de la diffusion d'un grand format de 52 minutes suivi d'un débat en plateau.
La tranche 22 h - minuit en semaine est occupée par le Tonight Bruce Infos. Cette nouvelle émission (une version remaniée de Grand Angle) présentée par Bruce Toussaint est alors axée autour d'une bande constituée de Jeanne Daudet, Catherine Tricot, Benoît Gallerey et Bruno Jeudy.
Le vendredi, Gilane Barret présente un journal de 30 minutes entre 20 h 30 et 21 h.
Le magazine de reportages 7 jours BFM aura une case supplémentaire le vendredi soir de 21 h à 22 h 30. De plus, l'émission est désormais présentée par Ronald Guintrange, remplaçant ainsi Thomas Misrachi.
L'émission Week-end Direct toujours présentée par Céline Pitelet est programmée de 22 h 30 à minuit le vendredi et de 22 h à minuit le samedi et le dimanche.
Perrine Storme succède à Aurélie Casse à la co-présentation de la matinale Week-end Première aux côtés de Stefan Etcheverry.
Chaque dimanche, Guillaume Durand, Zineb El Rhazoui, Eugénie Bastié et de nouveau Nicolas Domenach accompagnent Apolline de Malherbe dans Et en même temps.
Entre mars et mai 2020, BFM TV modifie considérablement sa grille en raison de la pandémie de Covid-19 qui sévit en France et dans le monde entier. Le nombre de personnes présentes dans les studios et la rédaction est fortement réduit afin de limiter les risques de contamination. Les matinales ainsi que les tranches infos du week-end restent en duo, avec un des présentateurs placé sur le côté de la table afin de respecter la distance sanitaire.
Camille Langlade quitte la tête du service politique de BFM TV au mois de juin. Le journaliste Philippe Corbé (RTL) la remplace. Ce dernier prend ses fonctions après l'élection présidentielle américaine de novembre 2020. Entre-temps, Jérémy Brossard, rédacteur en chef adjoint du service politique de la chaîne, assure l'intérim.
En juin 2020, BFM TV lance une nouvelle version de son site internet afin de proposer aux utilisateurs une meilleure expérience de navigation et gagner en confort de lecture, particulièrement sur le support mobile. Cette nouvelle version de bfmtv.com s’articule autour de trois promesses sur l’ensemble des supports : l'information en temps réel, l’information en vidéo et l’information en longueur.
Le 20 juillet 2020, BFM TV lance une version verticale de son direct, disponible via l'application sur smartphone.

#### Saison 2020-2021
Matthieu Croissandeau arrive sur BFM TV pour remplacer Christophe Barbier à la présentation de l'édito politique dans la matinale Première édition. Ce dernier continue à intervenir sur d'autres tranches de la chaîne.
Bruce Toussaint reprend la case 9 h - 12 h en semaine avec une nouvelle émission intitulée Le Live Toussaint qui comporte notamment une séquence de réponses aux questions des téléspectateurs, présentée par Roselyne Dubois à 11 h 30. Il remplace ainsi Le Live BFM incarné la saison précédente par Thomas Misrachi. Ce dernier reste sur BFM TV et assure ponctuellement des remplacements.
Céline Pitelet remplace Alice Darfeuille à la co-présentation du Midi-15h en semaine. Alice Darfeuille reprend quant à elle les commandes de Week-end Direct (22 h - minuit) du vendredi au dimanche.
Arrêt des émissions 19h Ruth Elkrief, 20h Politique et 20h30 Live au profit d'une nouvelle tranche d'information intitulée 120% News. Cette nouvelle émission portée par Alain Marschall est diffusée de 19 h à 21 h du lundi au jeudi.
Maxime Switek quitte France 5 et rejoint BFM TV. Il remplace Bruce Toussaint et son Tonight Bruce Infos entre 22 h et minuit du lundi au jeudi, avec une nouvelle émission intitulée 22h Max. Chaque soir, il est entouré de trois chroniqueur•se•s : l'éditorialiste politique Bruno Jeudy qui est présent tous les soirs ; une éditorialiste femme, différente chaque soir (Solange Bied-Charreton, Nora Hamadi, Isabelle Saporta ou Géraldine Woessner) ; et chaque soir, Sonia Carneiro (RMC Sport), qui présente une mini-enquête de 4–5 minutes : Le plus de 22h Max et répondra à une question liée à l'actualité.
Arrêt de Brunet/Neumann le vendredi soir et départ d'Éric Brunet du groupe NextRadioTV pour LCI.
Jean-Baptiste Boursier qui est déjà revenu sur BFM TV pendant la période de confinement, est aux manettes d'une nouvelle émission intitulée BFM TVSD, diffusée tous les vendredis entre 19 h et 20 h 30 et samedis et dimanches entre 18 h et 20 h. Il remplace également Apolline de Malherbe, qui va désormais animer la matinale de RMC à la place de Jean-Jacques Bourdin, à la présentation de l'émission BFM Politique diffusée chaque dimanche de midi à 13 h.
Ruth Elkrief bascule le week-end et va désormais mener une grande interview hebdomadaire intitulée Ruth Elkrief, le rendez-vous, diffusée chaque samedi à 13 h et rediffusée à 21 h le même jour. En janvier 2021, l'émission Ruth Elkrief, le rendez-vous est remplacée par Apolline de Malherbe, le rendez-vous, avant que ne soit annoncé, en février 2021, le départ de BFM TV de Ruth Elkrief.
En mars 2021, Le Canard enchaîné révèle que la rédaction de BFM TV fréquente régulièrement, en compagnie d'une vingtaine de journalistes du groupe Altice (BFM, RMC, SFR), un restaurant clandestin du campus Altice, en dépit des restrictions imposées par le gouvernement dans le cadre de la pandémie de Covid-19,,. Sur pression du directeur général d'Altice Media, Arthur Dreyfuss, BFM Business a brutalement interrompu sa collaboration avec le journaliste Grégory Raymond dans l'émission BFM Bourse, qui a évoqué l'affaire dans le magazine Capital en enrichissant les informations du Canard enchaîné.
Le dimanche 4 juillet 2021, Stefan Etcheverry et Perrine Storme présentent ensemble leur dernière émission Week-end Première. Stefan Etcheverry rejoint la chaîne LCI à la rentrée 2021-2022.

#### Saison 2021-2022
Fin juin 2021-début juillet 2021, divers départs et arrivées sont annoncés, ainsi que des changements de programmations :

##### Départs
Thomas Misrachi, présent sur BFM TV depuis sa création, rejoint LCI.
Stefan Etcheverry quitte BFM TV et rejoint lui aussi LCI[réf. nécessaire].
Mohamed Bouhafsi, journaliste sportif spécialiste du football, quitte BFM TV et RMC et rejoint France 5 dans l'émission C à vous.

##### Arrivées et nouvelles programmations
Pascale de La Tour du Pin quitte LCI et fait son retour sur BFM TV (où elle a déjà officié de 2010 à 2017).
Natacha Polony rejoint BFM TV pour une nouvelle émission avec Aurélie Casse de 20 h à 21 h.
Yves Calvi quitte Canal+ et rejoint BFM TV sur la tranche horaire 18 h 50-20 h du lundi au jeudi (en remplacement de l'émission Le 120% news qui est animée par Alain Marschall depuis la saison 2020-2021) pour une nouvelle émission Calvi 3D : direct, décryptage, débats.
Manuel Valls rejoint BFM TV en tant que chroniqueur politique dans l'émission BFM Story et, plus particulièrement, à 18 h 30, une fois par semaine, Face à Duhamel jusqu'en avril 2022.
Alain Marschall (qui anime l'émission Le 120% news de 19 h à 21 h du lundi au jeudi) rejoint Olivier Truchot pour l'émission BFM story de 16 h 50 à 18 h 50.
Damien Gourlet reprend la tête de Week-end Première avec Perrine Storme de 6 h à 10 h le week-end et l'émission est diffusée en simultané, jusqu'à janvier 2022, sur RMC.
Jean-Baptiste Boursier présente une nouvelle émission, en marge de la présidentielle de 2022, intitulée 2022 À l'épreuve des faits le samedi de 13 h à 14 h, en compagnie de Céline Pitelet.
Apolline de Malherbe reste présente lors de soirée spéciale BFM comme à la présentation du débat des Républicains ou en intervenante dans l'émission Face à BFM. De plus, elle reste joker de Jean-Jacques Bourdin lors de l'interview politique à 8 h 30 du lundi au vendredi. À la suite de la suspension de Jean-Jacques Bourdin à partir de janvier 2022, elle assure l’intérim quotidiennement.

#### Saison 2022-2023
Apolline de Malherbe devient titulaire pour l'interview politique à 8 h 30 du lundi au vendredi. L'émission politique est renommée Face à Face.
À la suite du départ de Natacha Polony qui aura officié seulement une année avec son émission Polonews, l'émission Calvi 3D de Yves Calvi est prolongé de 30 minutes tandis que BFM News, renommé Le 90 Minutes, présentée par Aurélie Casse débute 30 minutes plus tôt soit à 20 h 30.
L'ancienne ministre Roselyne Bachelot interviendra sur différentes émissions en tant que chroniqueuse.
Le Non-Stop change de nom pour devenir L'Aprèm Info.
Le week-end, 7 Jours BFM Le Talk (17h-18h) est remplacé par BFM Story Week-end. L'émission est toujours présentée par Ronald Guintrange les samedis et dimanches (et Aurélie Casse le vendredi entre 16h50 et 19h comme l'année précédente.)
En juin 2023, Libération critique BFM TV pour avoir relayé aussitôt le récit de la police dans le cadre de la mort de Nahel Merzouk sans suffisamment de prudence journalistique.

#### Saison 2023-2024
Lors de la guerre Israël-Gaza de 2023, le suivi et la couverture du conflit provoquent des remous au sein de la chaîne, la Société des journalistes (SDJ) alertant la direction sur « un traitement qui fait la part belle à Israël et son armée, laissant peu de place en contrepoids à Gaza. ».
Le 15 mars 2024, Patrick Drahi annonce que Rodolphe Saadé, propriétaire du groupe CMA CGM, a signé une promesse d'achat pour reprendre Altice Média, propriétaire de BFM TV, afin d'intégrer les médias du groupe au sein de l'entité Whynot Media. Quelques semaines après, les créanciers de Patrick Drahi révèlent qu'ils mènent une action commune, ce dernier ayant évoqué le non-remboursement d’une partie de leurs créances. Ainsi, le 24 mai 2024, un total de 150 prêteurs du groupe « brandissent la menace d’une prise de contrôle s’ils ne sont pas remboursés comme prévu ».
Le 27 juin 2024, l’Arcom agrée le changement de contrôle d’Altice Média au profit du groupe CMA CGM. Le 2 juillet 2024, le rachat d'Altice Média par l'armateur CMA CGM est finalisé.
En 2024, BFM TV est candidate au renouvellement de son canal national sur la TNT française dont la licence arrive à échéance en 2025. La chaîne est auditionnée le 16 juillet 2024 par l'Arcom.
Depuis le mercredi 2 octobre 2024, Fabien Namias est le directeur général de BFM TV et succède à Marc-Olivier Fogiel.

#### Saison 2024-2025
Un nouveau directeur des chaînes locales, Arnaud de Courcelles, est nommé au mois de décembre 2024. Il succède à Phillipe Antoine.
Le 6 janvier 2025 démarre une nouvelle émission, le 20H BFM, journal télévisé présenté par Maxime Switek.
Le 6 juin 2025, dans le cadre de la nouvelle numérotation des chaînes de la TNT, l'Arcom choisit de constituer un bloc de chaînes d'information en continu entre les canaux 13 et 16, en conservant l'ordre relatif des quatre chaînes. BFM TV récupère donc le canal 13, anciennement dédié à La Chaîne parlementaire, qui passe sur le 8.

### Logos

Logo du projet BFM TV du 14 décembre 2004 au 28 novembre 2005.
Logo de BFM TV du 28 novembre 2005 au 3 avril 2016.
Logo de BFM TV du 3 avril 2016 au 26 août 2019.
Logo de BFM TV du 26 août 2019 au 19 mai 2025.
Logo de BFM TV depuis le 19 mai 2025.

### Bandeau d'information
À la suite du changement d'habillage de la chaîne du 3 avril 2016, le bandeau d'information, existant depuis le lancement de la chaîne et situé en bas de l'écran est supprimé, seule l'« alerte info » a survécu. À la suite de ce changement, beaucoup de téléspectateurs se sont plaints (sur les réseaux sociaux notamment). Quatre jours plus tard, soit le 7 avril, BFM TV annonce le retour du fameux bandeau à l'antenne. Ce bandeau revient le 8 avril sous le nom de « News 24/7 » typique de l'ancien logo de la chaîne.

## Organisation

### Dirigeants et effectifs
Président-directeur général d'Altice Média, puis du groupe RMC BFM
- de novembre 2000 à juin 2021 : Alain Weill
- de juillet 2021 à juillet 2024 : Arthur Dreyfuss
- depuis juillet 2024 : Nicolas de Tavernost

Directeur Général délégué, chargé de l’information et du sport du pôle audiovisuel
- de juillet 2019 à juillet 2024 : Hervé Beroud
- depuis juillet 2024 : Jean Philippe Baille

Directeur Général
- de septembre 2009 à août 2016 : Guillaume Dubois
- d'août 2016 à juillet 2019 : Hervé Beroud
- de juillet 2019 à septembre 2024 : Marc-Olivier Fogiel
- depuis septembre 2024 : Fabien Namias

Directeur Général adjoint chargé de l'antenne et de l'administration
- de novembre 2005 à septembre 2007[réf. souhaitée] : Grégory Samak

Directeur de la rédaction
- de novembre 2005 à septembre 2009 : Guillaume Dubois
- de septembre 2009 à juillet 2010 : Patrick Roger[67]
- de septembre 2010 à décembre 2016 : Hervé Beroud[68]
- décembre 2016 à mars 2023 : Céline Pigalle
- mars 2023 à  octobre 2024 : Philippe Corbe
- depuis octobre 2024 : Camille Langlade

Chef du service politique
- de 2012 à juillet 2018 : Thierry Arnaud
- de juillet 2018 à juin 2020 : Camille Langlade
- de juin 2020 à janvier 2021 : Jérémy Brossard (intérim)
- de janvier 2021 à juillet 2023 : Philippe Corbé
- depuis juillet 2023 : Neîla Latrous

À sa création, fin 2005, BFM TV compte 60 journalistes. Fin 2008, BFM TV doit compter au total près de 200 collaborateurs (dont 150 journalistes), contre 90 salariés à sa création en 2005.
Comité d'éthique
Le Comité d'éthique est initialement composé de six membres, dont Denis Jeambar et Anne Levade. En 2025, il ne compte plus qu'un seul membre : Fatiha Agag-Boudjahlat.

### Siège
Le siège de BFM TV se situe au 2 rue du Général-Alain-de-Boissieu dans le 15e arrondissement de Paris. Elle rejoint les locaux de RMC Story, RMC Découverte, RMC Sport, BFM Radio, BFM Business, BFM Paris Île-de-France, les sièges du réseau BFM Régions et d’Altice Média.

### Capital

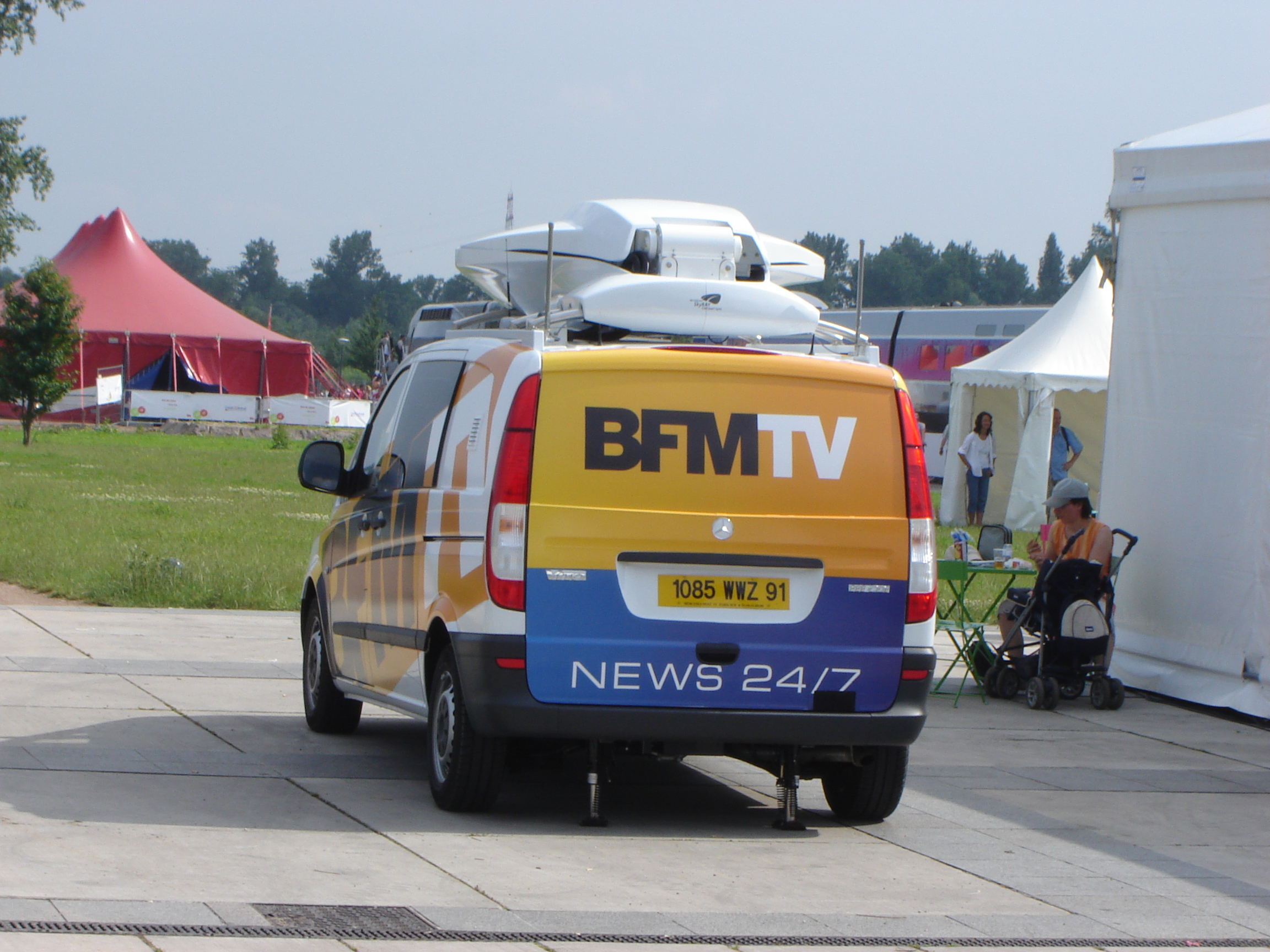
Camionnette de BFM TV lors des festivités de la LGV Est européenne au jardin des Deux Rives à Strasbourg en juin 2007.

Depuis sa création en 2005, BFM TV appartient au groupe NextRadioTV (auparavant NextRadio) également propriétaire de BFM Business (radio d'information économique) et de RMC (radio d'information, de débats et d'actualité sportive).
Après le départ de Patrick Le Lay du groupe TF1, l'hypothèse d'un rapprochement entre BFM TV et LCI est évoquée dans la presse. En février 2008, le quotidien Le Monde précise ainsi que « certains à TF1 n'excluent pas de relancer des discussions pour un rapprochement de LCI avec l'une ou l'autre de ses concurrentes de la TNT gratuite, i>télé ou BFM TV ». Des rumeurs similaires concernant les chaînes LCI et I>Télé sont plusieurs fois relayées à partir de 2001.
En juillet 2015, Alain Weill accepte de « s’allier à plus gros que lui ». Il entre dans le groupe Altice de Patrick Drahi où « il dirigera les activités médias de tout le groupe ».

### Budget

#### Généralités
En 2006, le budget de la chaîne atteint 15 millions d'euros, contre 13 millions initialement prévus.
En 2008, le budget s'élève à 25 millions d'euros (incluant une perte de 11,7 millions). Pour l'année 2009, il atteint 33 millions d'euros. En 2010, il est de 40 millions d'euros.
Avec un budget situé à terme à 50 millions d'euros, la chaîne espère atteindre l'équilibre en 2011, soit six ans après sa création. Auparavant, à la mi-2008, la chaîne a annoncé vouloir atteindre cet équilibre en 2010. Le rapport 2010 confirme, en effet, que la chaîne « se rapproche de l'équilibre ».
Dans cette perspective, BFM TV bénéficie de la mutualisation de certains moyens au sein du groupe NextRadioTV : par exemple, à partir de début 2009, la rédaction de l'agence RMC Sport fournit des contenus sur l'actualité sportive à la radio RMC et à la chaîne BFM TV.

## Personnel de la chaîne

### Journalistes titulaires
N.B. : La liste suivante est non exhaustive.

#### Présentateurs actuels
- Ashley Chevalier (août 2017-juillet 2025)
- Alice Darfeuille (depuis décembre 2018)
- Christophe Delay (depuis juin 2007)
- Benjamin Dubois (2009-2025)
- Roselyne Dubois (depuis 2007)
- Benjamin Duhamel (2019-2025)
- Adeline François (septembre 2017-juillet 2025)
- Damien Gourlet (depuis août 2011)
- Ronald Guintrange (janvier 2007-juillet 2025)
- Julie Hammett (depuis août 2023)
- Alain Marschall (depuis août 2008)
- Apolline de Malherbe (depuis septembre 2013)
- Karine de Ménonville (depuis juin 2007)
- Dominique Rizet (depuis décembre 2012)
- Perrine Storme (depuis août 2018)
- Maxime Switek (depuis août 2020)
- Olivier Truchot (depuis août 2008)
- Pauline Simonet (depuis 2021)
- Yves Thréard (depuis août 2024)

#### Reporters
Frédéric Leclerc-Imhoff (de 2016 au 30 mai 2022), un journaliste français, a perdu la vie le 30 mai 2022 sur la route de Lyssytchansk dans la région de Severodonetsk en Ukraine. Il est tué par un éclat d'obus alors qu'il accompagne un convoi humanitaire dans le cadre du conflit russo-ukrainien. À titre posthume, il va recevoir la Légion d'honneur, une décoration civile française, selon un décret présidentiel annoncé par la ministre française de la Culture, Rima Abdul Malak. Cette décision est prise pour honorer sa mémoire et reconnaître son engagement pour la liberté de la presse.

### Journalistes jokers

#### Présentateurs
- Fanny Wegscheider (depuis août 2020)
- Céline Moncel (depuis juillet 2013)

### Anciens présentateurs et chroniqueurs
- Jean-François Achilli
- Fanny Agostini (septembre 2011-août 2017)
- Bruce Toussaint (août 2018-décembre 2023)
- Thierry Arnaud (2006-juin 2019)
- Marc Autheman (juin 2007-juillet 2014)
- Jean-Alexandre Baril (novembre 2005-juillet 2014)
- Valérie Béranger
- Jean-Jacques Bourdin (juin 2007 - janvier 2022 / officiellement juin 2022)
- Salhia Brakhlia (août 2015-août 2018)
- Éric Brunet (janvier 2012-juillet 2020 puis août-décembre 2024)
- Julian Bugier (novembre 2005-juillet 2009)
- Yves Calvi (septembre 2021-juillet 2024)
- Céline Couratin
- Fabien Crombé (août 2011-janvier 2019)
- Louise Ekland
- Ruth Elkrief (novembre 2005-mars 2021)
- Stefan Etcheverry (septembre 2016-juillet 2021)
- Philippe Gaudin (2012-2025)
- Christophe Hondelatte (août 2014-juin 2015)
- Camille Langlade (décembre 2016-juin 2020)
- Tanguy de Lanlay (août 2016-juillet 2018)
- Frédéric de Lanouvelle (2007-juin 2016)
- Nathalie Levy (2007-juillet 2009, puis août 2010-juillet 2019)
- Olivier Mazerolle (novembre 2005-mars 2013)
- Marc Menant
- Thomas Misrachi (novembre 2005-juillet 2021)
- Stéphanie de Muru (novembre 2005-juillet 2017)
- Lucie Nuttin (août 2011-janvier 2019)
- Daniela Prepeliuc (octobre 2016-décembre 2018)
- Graziella Rodrigues (août 2009-janvier 2019)
- Virginie Sainsily (juillet 2017-juin 2019)
- Thomas Sotto (novembre 2005-juillet 2011)
- Pascale de La Tour du Pin (septembre 2010-juillet 2017, puis août 2021-juillet 2023)
- Guillaume Vanhems
- Philippe Verdier
- Karl Zéro
- Jean-Baptiste Boursier (août 2011-juillet 2018, puis mars 2020 - juillet 2023)
- Aurélie Casse (décembre 2015 - juillet 2023)
- Laurent Ruquier (septembre - décembre 2023)
- Céline Pitelet (2010 - décembre 2024)

## Grève de la rédaction
En raison de la décision rendue par le groupe NextRadioTV de supprimer près de 500 postes, les salariés des chaînes détenues par le groupe ont débuté une période de protestation au mercredi 24 juin 2020.
Cette grève inédite au sein du groupe perturbe la diffusion de certains programmes habituels du côté des chaînes BFM et RMC et de ce fait des boucles de rediffusions d'émissions et de reportages sont mises en place.
Le dimanche 28 juin 2020, lors d'une assemblée générale, les salariés grévistes ont voté pour la très forte majorité au retour à la normale de la diffusion à compter du lundi 29 juin 2020 à 9 h du matin (453 votes pour contre 27 votes contre). Au même moment, la diffusion de la soirée électorale pour le second tour des municipales est annulée, représenant une première du genre pour la chaîne.
Malgré cette période de grève d'une durée de 4 jours, les différents canaux de diffusion sont restés en activité (site web, application, etc.)[réf. souhaitée].

## Diffusion
Fin août 2019, le groupe Free annonce cesser de diffuser les chaînes du groupe Altice dont fait partie BFM TV, faute d'accord financier avec le groupe de Patrick Drahi. Le jeudi 5 septembre 2019 à 9 h, l'opérateur Orange coupe à son tour le signal, faute d’accord avec Altice.
En Belgique
BFM TV est diffusée en option payante (via le Bouquet Discover Move) chez le câblo-opérateur Voo. Elle est également disponible gratuitement chez Orange Belgique et aussi dans l'offre basique de Télésat.

## Diffusion sur Twitch
Après une arrivée sur les réseaux sociaux comme Facebook, Instagram et Snapchat, la chaine s’est lancée sur la plateforme de streaming interactif Twitch, sous l’impulsion de Marc-Olivier Fogiel, directeur général de BFM TV.
Le mercredi 3 mars 2021, une première émission sur la thématique du coronavirus est diffusée et est présentée en direct par Margaux de Frouville, cheffe du service santé de BFM TV. Cette émission a réuni près de vingt-deux mille spectateurs.
Tout au long de cette diffusion, plusieurs réactions négatives pointent du doigt le manquement de modération du « tchat ». Par ce biais, une minorité de spectateurs a envoyé tout le long de l'émission des messages d’insultes et de provocations à tendance majoritairement sexiste envers la présentatrice Margaux de Frouville.
Selon Julien Mielcarek, directeur de la rédaction digitale de BFM TV : « On s’attendait à un bizutage car nous sommes leader sur l’info donc nous cristallisons les critiques mais on ne s’attendait pas à une bande de trolls organisée par des forums. Ce qui me gêne c’est d’avoir lu des commentaires violents et misogynes. On peut être sceptique sur notre arrivée sur la plateforme, mais les dérapages sont inacceptables. »

## Informations erronées ou inappropriées
En plusieurs occasions, la chaîne s'est excusée auprès des téléspectateurs ou des personnes directement concernées en reconnaissant des informations erronées ou inappropriées diffusées à son antenne :

### Reportages sur les gilets jaunes
En novembre 2018, le mouvement des « Gilets jaunes » se traduit par de nombreux incidents, dégradations et violences, de la part des forces de l'ordre mais aussi des manifestants. Dès le 25 novembre 2018, Barthélémy Bolo, affirme qu'ils ont enlevés tous les pavés d'une portion des Champs-Élysées dont on apprendra par la suite qu'elle est en réalité en travaux. Interpellé le lendemain sur Twitter, le journaliste a volontiers reconnu son erreur,. Puis le 8 décembre 2018 à 18 h 15, une image d'une rue montre un fauteuil en feu et des CRS, sous le titre « Tensions au cœur de Paris ». Trois minutes plus tard, une autre image de la même rue, sous un autre angle, est titrée « Tensions à Bordeaux ». Sur son site, BFM TV déplore une maladresse et dément toute tentative de manipulation.

### Accusations infondées contre De Villepin
Le 23 novembre 2023, dans l'émission Quotidien, l'ex-Premier ministre Dominique de Villepin dénonce la pression exercée aux États-Unis sur les artistes qui souhaitent exprimer leur solidarité avec la Palestine, en soulignant qu'ils sont contraints de se conformer à une pensée unique, souhaitée par les actionnaires, sous peine de perdre leurs contrats. Cette phrase, dépourvue de toute référence aux juifs, est « travestie » en reliant « finance » et « Juifs » trois jours plus tard lors d'une interview de Yonathan Arfi par BFMTV, contestée dès le lendemain car elle allègue que Villepin aurait dénoncé « la domination de la finance juive sur les sociétés occidentales », le bandeau en bas de l’écran affichant « “Domination” juive : de Villepin fait polémique ». La chaîne présente des excuses pour une « formulation inexacte et malheureuse ». Elles sont considérées comme tardives et insuffisantes, car absentes de la page du replay de l’émission, par le CDJM, instance professionnelle saisie, qui conclut en mars 2024 « qu’inventer des propos en les attribuant à un interlocuteur alors qu’il ne les a pas tenus est altérer un document » et viole donc le code de  déontologie. Le mois suivant, BFM est mise en demeure par l'Arcom car « les propos tenus par le présentateur et son invité, ainsi que le bandeau les accompagnant, traduisent une présentation factuellement inexacte »,. Yonathan Arfi maintient cependant son analyse sur ces propos datant de 2023, les assimilant à « une rhétorique complotiste ou antisémite » lors d'un discours de juillet 2025, dont Villepin est l'une des deux cibles principales, avec Jean-Luc Mélenchon,. Villepin dénonce le lendemain des « propos gravissimes » car risquant « d'établir une confusion » entre « la politique du gouvernement de Netanyahu, l’Etat d’Israël et la communauté juive ».

### Ingérence de l'officine israélienne Team Jorge
Mi-janvier 2023, Rachid M'Barki, présentateur du journal de la nuit, est suspendu en raison des conclusions de l'enquête interne accusant le journaliste d'ingérence étrangère et impliquant l'officine israélienne Team Jorge. Des allégations et contenus de désinformation retransmis par la chaîne dans des circonstances mal définies, notamment à propos du forum économique de Dakhla,,. Une enquête préliminaire est ouverte.  BFM TV le licencie le 23 février 2023 pour faute grave et dépose plainte.

### Propos inappropriés sur des décédés du Covid
La chaîne a présenté ses excuses après les « propos inappropriés » du journaliste  Emmanuel Lechypre, ayant murmuré à ses collègues en direct « ils enterrent des Pokémon » lors de l'hommage de la Chine aux victimes du coronavirus en avril 2020 et est sanctionné.

### Prise d'otages de l'Hyper Cacher et du Bardo en 2015
La rédaction s'est défendue d'avoir mis en danger des vies, et d'accusations infondées, lors de la prise d'otages du magasin Hyper Cacher de la porte de Vincennes de janvier 2015, en réaction aux accusations d'une victime à son antenne quelques jours après. « Nous n'avons, pendant l'opération, jamais écrit aucun bandeau mentionnant des gens cachés » dans la chambre froide, déclare dès janvier, le dirigeant de la chaîne Hervé Béroud, après avoir fait revisionner toutes les images de la prise d'otages. « A une occasion, le journaliste Dominique Rizet, en plateau, a évoqué une femme qui se serait cachée dans une chambre froide. Mais il l'a fait parce qu'il était en contact avec une personne du RAID sur place, qui lui avait dit que ces personnes-là n'étaient plus en danger car les forces d'intervention avaient pris position près de la chambre froide ». Hervé Béroud souligne que le journaliste ne l'a fait qu'une fois et a estimé que ce n'est pas la peine de répéter cette information, par prudence,. Ce dernier a reconnu avoir parlé trop vite à l'antenne: « cette faute me hante. Il est vrai que cette phrase, je n’aurais pas dû la prononcer ».
Deux mois après seulement, le 18 mars 2015, la chaîne se voit reprocher d'avoir diffusé lors de l'attaque du musée du Bardo à Tunis le témoignage d'une touriste retranchée au troisième étage avec 40 autres et se disant en sécurité. Elle partage une conversation téléphonique avec l'autre chaîne d'information, iTélé,. Peu après, le 3 avril 2015, l'AFP révèle que six victimes de la prise d'otages de Vincennes viennent de porter plainte, contre X, mais en reprochant "en particulier à la chaîne d’information continue BFMTV" d'avoir mentionné la présence d'une femme dans la chambre froide, alors même que le preneur d'otages Coulibaly a contacté cette même chaîne BFMTV. La plainte est retirée en janvier 2016, conformément à un accord incluant le versement de 60 000 euros par BFM TV au Fonds social juif unifié, en soutien aux victimes de terrorisme, et une déclaration conjointe avec les plaignants, où BFM TV « souhaite réitérer ses plus vifs regrets pour avoir diffusé cette information qui a constitué une faute et aurait pu avoir des conséquences dramatiques pour la vie, l'intégrité et la sécurité des otages ».

## Controverses

### Accusations de matraquage télévisuel en faveur d'Emmanuel Macron en 2017
La chaîne et l'un de ses actionnaires de référence Patrick Drahi sont accusés de partialité et de « véritable matraquage télévisuel » lors des campagne présidentielle de 2017 par le magazine Marianne, selon qui BFM a diffusé autant de minutes de meetings d'Emmanuel Macron que de l'ensemble de ses quatre principaux concurrents réunis. Selon France Info, Ruth Elkrief aurait par ailleurs été accusée par des internautes de connivence avec ce dernier pour une poignée de main, via une vidéo postée sur des réseaux sociaux et sur YouTube, obligeant la journaliste à rappeler qu'il ne s'agit que d'une « poignée de main rapide de fin d'interview ».

### Accusations de favoriser l'extrême droite aux législatives de 2024
Mediapart révèle le 19 juin des consignes de BFM à ses journalistes, dès le début de la campagne électorale, d'inviter de nombreux éditorialistes de droite et d'extrême droite auparavant absents de ses plateaux, via des messages électroniques du PDG Marc-Olivier Fogiel et d'une rédactrice en chef, qui a envoyé aux programmateurs une liste « d’éditos droite et droite + », dont plusieurs issus du journal d'extrême droite Valeurs actuelles comme Sébastien Lignier et Victor Eyraud, ainsi que Tugdual Denis, le rédacteur en chef, déjà présent sur les plateaux de la chaîne, qui devient omniprésent durant la campagne, ou encore Aziliz Le Corre du Journal du dimanche, racheté par Vincent Bolloré. 
Mediapart mentionne les inquiétudes de journalistes de la chaîne quant aux biais du traitement de la campagne engendrés par ces directives, et cite un débat entre le député communiste Ian Brossat et Victor Eyraud, où les propos du second ne sont pas décomptés du temps de parole des partis, en raison de son statut de journaliste.

### Co-écriture de l'information avec les syndicats de policiers
Le 19 mai 2021, lors de la manifestation des syndicats de police devant l’Assemblée nationale, afin de commémorer la mémoire de leurs collègues morts en service, pour compléter les images transmises par les nombreux journalistes présents, la direction de la chaîne choisit de retransmettre en direct des contenus fournis par les syndicats de police, ce qui est dénoncé par l’association française de critique des médias Acrimed.

### Accusation d'évasion fiscale
En 2019, Le Média affirme qu'une « part conséquente » des bénéfices générés par BFM TV est placée dans des paradis fiscaux pour échapper à l’impôt.

## Analyses

### Formule éditoriale et concept d'antenne
Selon la convention de la chaîne, la programmation est consacrée à l'information, notamment à l'information économique et financière (sans obligation de volume horaire minimum pour ces deux thèmes). De fait, la chaîne couvre principalement l'information généraliste. Selon Marc Autheman, rédacteur en chef adjoint des journaux télévisés de fin de semaine de BFM TV, cette ligne éditoriale est motivée par la seule recherche de l’audience et privilégie en conséquence le buzz et le sensationnel sur l'éthique de l'information au moyen d'une dramatisation excessive d'événements mineurs.
Dans un article consacré à la chaîne en 2014, la BBC analyse le positionnement de BFM TV comme étant « favorable aux affaires, à la réforme et opposé au vieux consensus ».

### Une chaîne présentée comme à la pointe de la technologie

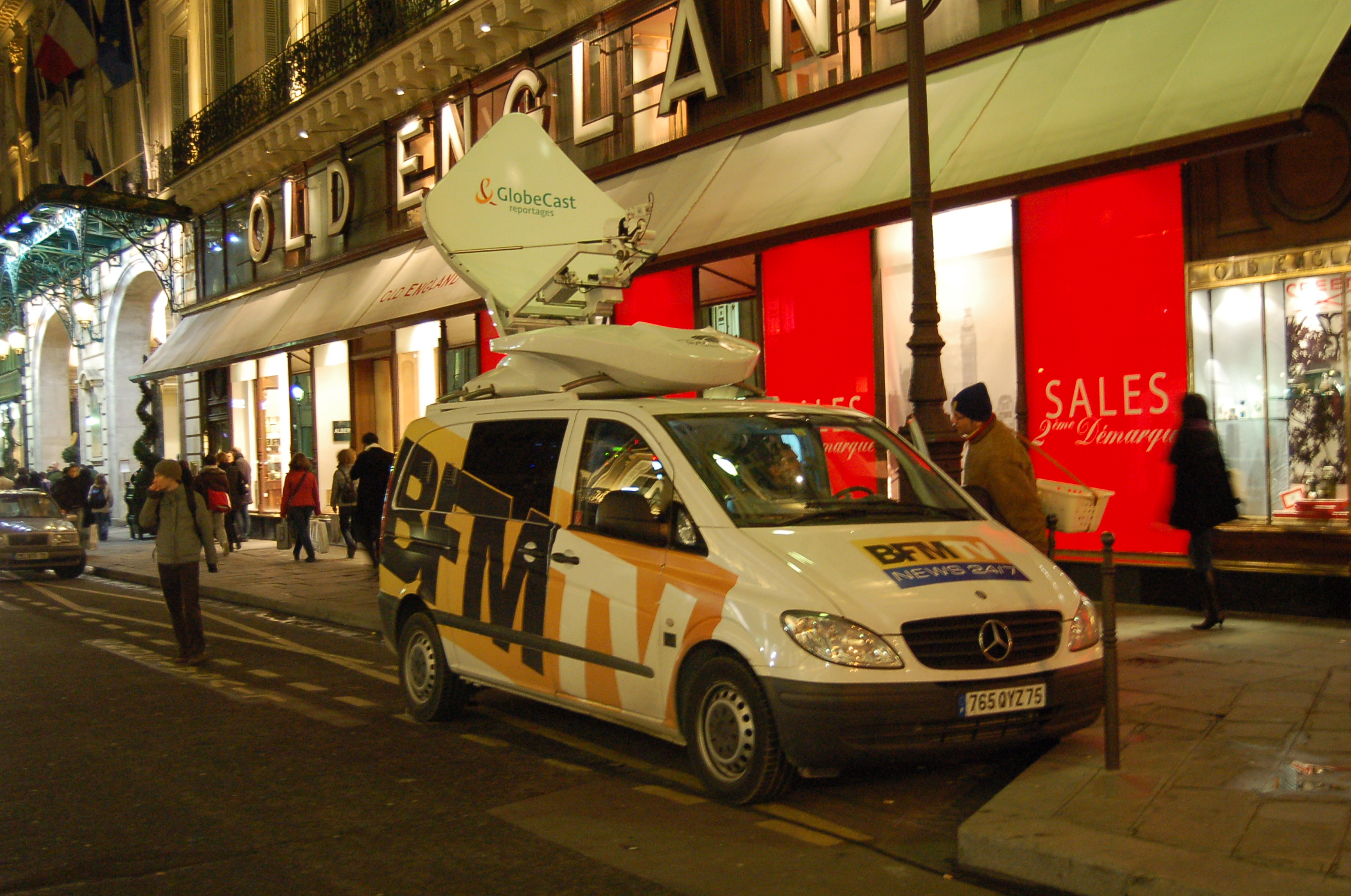
Un véhicule satellite (VS) de BFM TV près de l'Opéra Garnier à Paris après une manifestation contre la guerre de Gaza le 17 janvier 2009.

Dans un reportage et une présentation de la revue professionnelle Sonovision, la chaîne BFM TV est présentée comme un original modèle du genre.
Concernant son style et sa présentation, la chaîne BFM TV semble faire référence pour certains à des chaînes anglo-saxonnes telles que BBC World, CNN ou Fox News. BFM TV se démarque ainsi de ses concurrentes françaises. Reprenant des codes tels que « la grandiloquence, la scénarisation de l'information, ou la mise en scène des journalistes phares de l'antenne », l'habillage se veut « dynamique, fluide et intelligible » selon l'agence Dream On, créateur des premiers jingles en 2005.
Le credo de BFM TV semble être l'actualité généraliste en continu, sous tous ses angles et à toutes les heures. Quelques émissions thématiques (politique, économie, débat, etc.) sont proposées en plus de sa principale composante d'information Non Stop : journaux et éditions « tout en images ».
Une des spécificités de BFM TV est l'utilisation de décors virtuels. À l'exception d'un mur d'images notamment utilisé pour le QG de l'info ou les points bourse, le plateau de BFM TV de 130 m2 est un studio entièrement virtuel, avec un sol et des murs de couleur verte. Ces éléments sont électroniquement remplacés par des images de synthèse animées : le décor apparaît à l'écran figurant la réalité et il s'adapte automatiquement aux mouvements des caméras robotisées gérées directement par la régie. L'utilisation de cette technologie permet d'adapter à l'infini le décor (par exemple, en fonction des émissions à l'antenne) pour un coût plus réduit par rapport à un décor classique.
Le 9 mai 2010, BFM TV passe au format 16/9 contre 4/3 depuis son lancement en 2005. Ce changement intervient dix-sept mois après LCI mais deux mois avant I>Télé. Parallèlement, la chaîne exploite sa diffusion en haute définition sur le câble et l'ADSL. Ce changement est initialement annoncé pour l'automne 2009 puis pour la mi-avril 2010. BFM TV « a toujours eu une longueur d'avance sur l'information certes mais aussi du point de vue technologique », explique le présentateur Rachid M'Barki en ouverture du journal de 19 h quelques instants après ce changement. « Et bien ce soir est un peu particulier car votre chaîne d'information se transforme. Depuis quelques secondes à peine, vous pouvez nous recevoir en format seize neuvièmes et aussi nous voir en haute définition. Et ça, ça change tout ». « En étant la première chaîne info française à émettre en HD gratuitement dès le lancement de l'iPad en France, BFM TV a marqué des points précieux sur ses concurrentes », souligne ainsi Philippe Bloch dans un ouvrage « pour améliorer la qualité de service à l'heure d'Internet ».

### Une «BFMisation» de l'information
En 2015, le journaliste Hubert Huertas, passé par France Culture et Mediapart, publie L’effet BFM en 40 pages. Il y évoque une « BFMisation » exprimée à l’extrême par BFM TV mais serait selon lui, l’évolution générale de l’information, avec un débordement sur les mondes politiques, économiques et sociaux. Il désigne ainsi le « spectacle » de l’information (« être partout, tout de suite, plus vite que les autres »), son exagération et son caractère mensonger, amplifié par l’effet de la concurrence et guidé par le souci d’occuper le temps d’antenne sans interruption. Il affirme que cette situation se retrouve notamment dans les moments de tension et suggère que la chaîne cherche à les maintenir à coups d’expertises et d’intervenants, le tout illustré par des images tournant en boucle. L’auteur soutient que l’annonce, ensuite démentie, de la mort de Martin Bouygues par l’AFP en 2015, est un exemple de cet effet sur les autres médias car « elle est reprise les yeux fermés par toute la presse, le web, les réseaux sociaux ».
Thierry Devars, chercheur à la Celsa, estime que la chaîne cristallise sur elle les critiques adressées au paysage médiatique contemporain : impératif du direct, dégradation de la parole politique, prédominance du « sensationnalisme » sur le fond du débat… Un sensationnalisme également relevé par l'historien Gérard Noiriel, pour qui la chaîne privée d'information en continu « a porté au paroxysme la fait-diversion de l'actualité pour élargir son audience ». Pour Les Inrockuptibles, elle se caractérise par un « traitement à chaud, entre impro et pronostics, de l’actu-spectacle, bulle d’éditorialistes déconnectés, qui vivent dans un monde fait de courbes et de courses aux petits chevaux ». Jérôme Lavrilleux exprime l’effet pervers qu’elles ont eu au moment de la crise Copé-Fillon à l’UMP en 2012 : « Quand les socialistes s’étaient déchirés à Reims, cela avait eu moins de retentissement »,,,.
Hubert Huertas évoque aussi le cas des « éditeurs BFM [qui] produisent des politiques BFM ». Ces derniers sont des personnalités politiques fréquemment invitées qui parviennent à se faire un nom de cette manière (Philippe Gosselin, Eduardo Rihan Cypel…). Il s’agirait, pour celles-ci, de maîtriser l’information en continu en l’alimentant elles-mêmes. Des personnalités nouvelles ou de faible importance y trouvent un canal d’expression et un accès à la notoriété, à l’image de Geoffroy Didier qui fait remarquer que « quand on passe à 23 h sur BFM, cela touche près de 200 000 personnes, soit trois stades de France ». BFM TV est régulièrement accusée d’avoir souvent invité Florian Philippot lorsqu’il a été vice-président du Front national. Hubert Huertas y voit un risque de propagande lorsque la chaîne instaure un dialogue interposé entre le président de la République François Hollande et Leonarda, ou bien lorsque la chaîne se vante d’avoir eu un échange téléphonique avec les frères Kouachi au moment des attentats de Charlie Hebdo.
Alain Duhamel, lui-même critique de cette évolution qui aurait les défauts de l’indifférenciation et du relativisme, affirme que la chaîne s’est imposée comme le curseur de la profession. La chaîne tourne ainsi en boucle dans les salles de rédaction et dans les QG des partis politiques. L’essor de BFM TV, observe Thierry Devars, coïncide avec l'« omniprésidence » de Nicolas Sarkozy et se confirme avec l’élection présidentielle de 2012, lors de laquelle le meeting d’un candidat (François Hollande au Bourget) est retransmis en direct pour la première fois à la télévision. La chaîne évoque un « réflexe BFM » chez le téléspectateur, né lors de l’affaire Dominique Strauss-Kahn et confirmé lors des attentats.

## Audience

### Concurrence avec CNews
Début 2006, les premiers résultats d'audience de BFM TV sur la télévision numérique terrestre sont jugées très encourageants : la chaîne, créée le 28 novembre 2005, devance sa concurrente I-Télé, diffusée sur la TNT à compter du 14 octobre 2005, mais lancée dès novembre 1999.
Au printemps 2007, BFM TV repasse devant I-Télé en audience sur la TNT. En août 2007, BFM TV exploite à l'antenne le slogan de « Première chaîne d'info sur la TNT » tandis qu'I-Télé maintient son slogan « Première chaîne d'info de France ». En janvier 2008, BFM TV lance une campagne publicitaire dans la presse, en se présentant comme la « 1re chaîne d'info sur la TNT » avec 11 224 370 téléspectateurs par semaine.
À partir de juin 2008, BFM TV se définit comme « la 1re chaîne d'information de France, tous supports de réception confondus », en revendiquant sur le mois de mai « 0,4 % de part d'audience nationale, tous supports confondus contre 0,3 % pour I-Télé ».
En novembre 2009, le président-directeur général de BFM TV, Alain Weill, accuse le groupe Canal+ de « manipulation de mesure d'audience », via son bouquet de télévision par satellite Canalsat. La plupart des 5 millions de récepteurs s'allument alors automatiquement sur la chaîne I-Télé, ce qui, selon Alain Weill, va « biaiser » les chiffres d'audience, notamment en faisant croître l'audience cumulée d'I>Télé. En décembre 2009, le tribunal de commerce de Nanterre ordonne en référé à Canalsat de mettre fin à ce dispositif sous 24 h. Si le groupe Canal+ estime que « sa liberté commerciale » autorise une telle pratique, la décision est confirmée en février 2010 par la cour d'appel de Versailles.
Au mois de juin 2010, en pleine Coupe du monde de football, I-Télé repasse temporairement, pendant un mois seulement, en tête des mesures d'audience tous supports confondus en atteignant 1 % de part de marché nationale, un record en France pour une chaîne d'information en continu.
En mars 2011, alors que l'actualité internationale est très chargée (intervention militaire en Libye, crise nucléaire au Japon ou encore crise ivoirienne), BFM TV enregistre un nouveau record avec une part d'audience nationale à 1,6 %, nettement devant I-Télé à 1,1 %. Cette progression est saluée, par exemple, par le site PureMédias comme une « performance remarquable, [la chaîne] dépassant ainsi largement Direct Star et égalant NT1, la mini-généraliste du groupe TF1 ».
En diffusant le troisième débat de la primaire présidentielle socialiste de 2011 le 5 octobre, BFM TV enregistre un record avec une audience cumulée de 5 millions de téléspectateurs entre 20 h 30 et 22 h 50, soit 5,8 % de part de marché, avec un pic d'audience à 21 h 55 à 1,67 million de téléspectateurs au même moment et une moyenne de 1,44 million de téléspectateurs.
Le 21 mars 2012, lors de l'opération du RAID à la suite des fusillades de Toulouse et de Montauban, BFM TV enregistre une audience record, avec une moyenne d'un million de téléspectateurs soit 8,7 % de part de marché. Ce jour-là, elle est la cinquième chaîne la plus regardée et même la plus regardée durant trois périodes de la journée. Le lendemain, BFM TV se place en tête des résultats d'audience toute la matinée, avec un record vers 11 h 45, lors de l'assaut proprement dit, à 2,86 millions de téléspectateurs, soit un téléspectateur sur trois.
Le 14 octobre 2012 à 20 h, BFM TV enregistre un nouveau record d'audience grâce à la diffusion exclusive en direct du saut en parachute de Felix Baumgartner. La chaîne d'information attire ainsi près de 1,7 million de téléspectateurs, soit 6,4 % de part d'audience[réf. nécessaire].
Le 4 avril 2017, la chaîne enregistre son record d'audience historique en diffusant le deuxième débat pour l'élection présidentielle de 2017 de 20 h 40 à 0 h 37 avec plus de 5,5 millions de téléspectateurs et 28 % de part d'audience (débat historique puisque tous les candidats à la présidentielle sont présents, sans exception), avec un pic d'audience à 6,9 millions de téléspectateurs à 23 h 01. Ce score permet alors à la chaîne de battre le record de la meilleure audience détenue pour une chaîne de la TNT en nombre de téléspectateurs (record précédemment détenu par TMC lors de la diffusion du quart de finale du Championnat du monde de handball 2017 France - Suède, qui réunit 4,7 millions de téléspectateurs le 24 janvier 2017 soit 18,1 % de part d'audience), ainsi qu'en part d'audience (précédemment détenu par W9 lors de la diffusion du quart de finale de la Coupe du monde féminine de football 2015 France - Allemagne, qui réunit 26,2 % du public le 26 juin 2015 soit 4,1 millions de téléspectateurs), mais également d'être première chaîne nationale en termes d'audience sur la soirée du 4 avril 2017, en battant France 3, TF1, M6 et France 2, y compris. Ce score permet en toute logique à BFM TV de réaliser sa meilleure part d'audience sur la journée du 4 avril 2017, en réunissant 14,2 % du public en moyenne toute la journée, battant ainsi la journée du 9 janvier 2015, jour du dénouement de la traque des frères Kouachi et de la prise d'otage, à la suite des attentats meurtriers de janvier 2015 à Paris. En cumulant le score de toutes les chaînes d'information françaises, ce débat aura réuni au total 6,3 millions de téléspectateurs, pour une part d'audience de 32 %.
En décembre 2023, Libération note une hausse des invitations de personnalités d'extrême droite sur BFM TV et avance l'hypothèse que cela serait lié à une baisse d'audience face à CNews.
En mars 2024, BFM TV voit son audience mensuelle égalée par CNews, après décembre 2023,. Régulièrement sur l’année 2024, l'audience hebdomadaire de CNews dépasse celle de BFM TV.
En mai 2024, BFM TV perd sa place de leader des chaînes d’information, détrônée par CNews. Son audience mensuelle est pour la première fois depuis 2005, inférieure à celle de sa concurrente (2,7% contre 2,8%).

### Audience globale

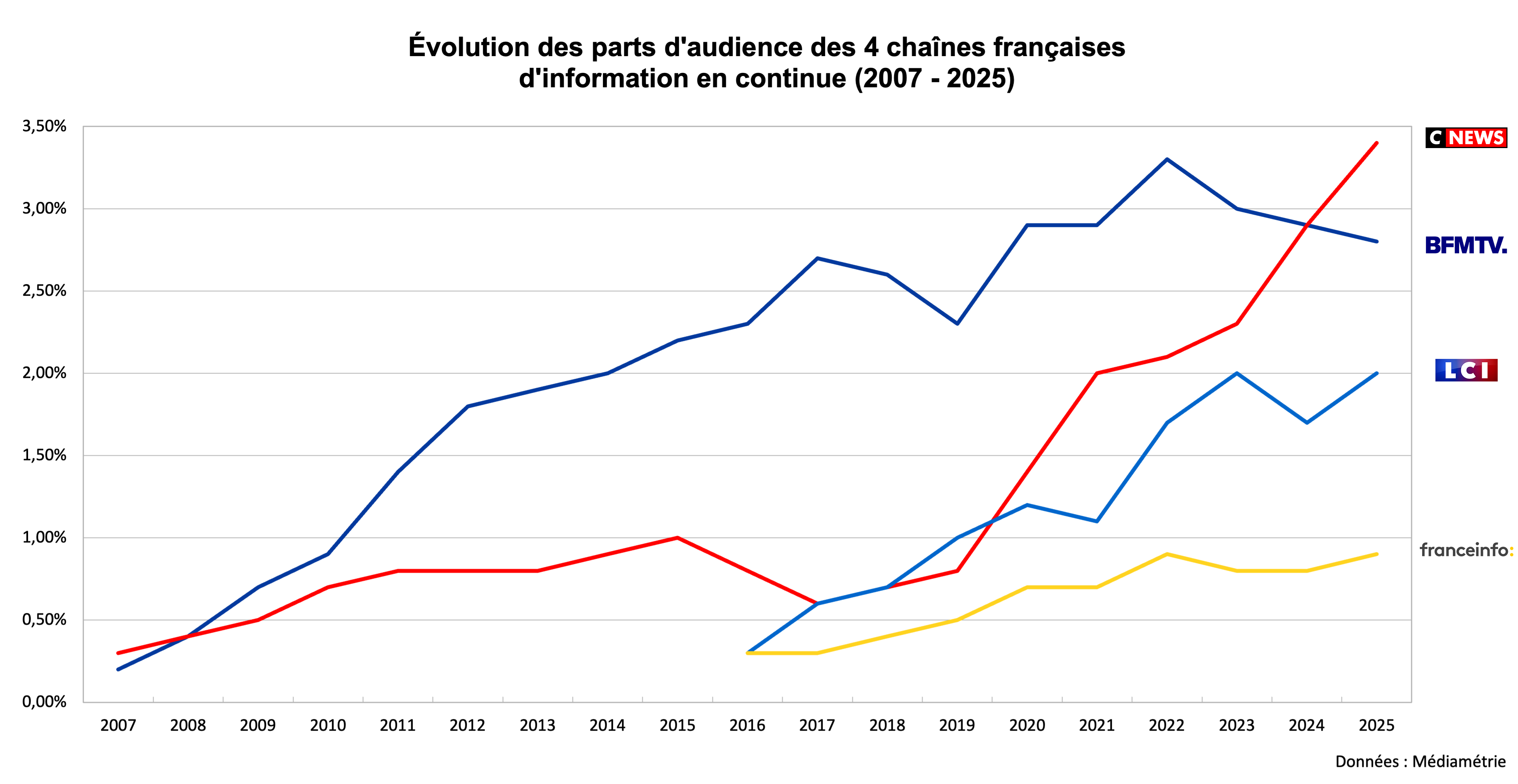
Parts d'audience des 4 principales chaînes d'information françaises de 2007 à 2024.
BFM TV
CNews
LCI
France Info

D'après Médiamétrie, BFM TV est la première chaîne d'information la plus regardée en France en 2024 aux côtés de CNews.
|      | Janvier | Février | Mars   | Avril  | Mai    | Juin   | Juillet | Août   | Septembre | Octobre | Novembre | Décembre | Moyenne annuelle |
| ---- | ------- | ------- | ------ | ------ | ------ | ------ | ------- | ------ | --------- | ------- | -------- | -------- | ---------------- |
| 2007 |         |         |        | 0,2 %  | 0,2 %  | 0,2 %  | 0,2 %   | 0,2 %  | 0,2 %     | 0,2 %   | 0,2 %    | 0,3 %    | 0,2 %            |
| 2008 | 0,3 %   | 0,3 %   | 0,3 %  | 0,3 %  | 0,4 %  | 0,4 %  | 0,5 %   | 0,5 %  | 0,5 %     | 0,5 %   | 0,5 %    | 0,5 %    | 0,4 %            |
| 2009 | 0,5 %   | 0,6 %   | 0,7 %  | 0,7 %  | 0,6 %  | 0,9 %  | 0,8 %   | 0,7 %  | 0,7 %     | 0,6 %   | 0,6 %    | 0,7 %    | 0,7 %            |
| 2010 | 0,8 %   | 0,7 %   | 0,8 %  | 0,8 %  | 0,8 %  | 0,9 %  | 0,9 %   | 0,9 %  | 0,8 %     | 1,0 %   | 0,9 %    | 1,1 %    | 0,9 %            |
| 2011 | 0,9 %   | 1,1 %   | 1,6 %  | 1,3 %  | 1,8 %  | 1,5 %  | 1,5 %   | 1,6 %  | 1,5 %     | 1,7 %   | 1,4 %    | 1,4 %    | 1,4 %            |
| 2012 | 1,5 %   | 1,6 %   | 2,1 %  | 1,8 %  | 2,1 %  | 2,0 %  | 1,8 %   | 1,7 %  | 1,8 %     | 1,7 %   | 1,9 %    | 1,8 %    | 1,8 %            |
| 2013 | 1,9 %   | 1,7 %   | 1,8 %  | 1,9 %  | 1,8 %  | 1,9 %  | 2,2 %   | 2,0 %  | 2,0 %     | 1,9 %   | 1,9 %    | 1,9 %    | 1,9 %            |
| 2014 | 2,0 %   | 1,7 %   | 2,2 %  | 2,1 %  | 2,0 %  | 2,1 %  | 2,1 %   | 2,1 %  | 2,3 %     | 2,0 %   | 1,9 %    | 1,9 %    | 2,0 %            |
| 2015 | 3,0 %   | 1,8 %   | 2,3 %  | 1,9 %  | 1,8 %  | 2,0 %  | 2,1 %   | 2,0 %  | 2,0 %     | 2,0 %   | 3,6 %    | 2,2 %    | 2,2 %            |
| 2016 | 2,0 %   | 1,9 %   | 2,2 %  | 1,8 %  | 2,2 %  | 2,5 %  | 2,8 %   | 2,8 %  | 2,1 %     | 2,3 %   | 3,1 %    | 2,4 %    | 2,3 %            |
| 2017 | 2,5 %   | 2,6 %   | 2,9 %  | 3,7 %  | 3,4 %  | 3,0 %  | 2,5 %   | 2,4 %  | 2,7 %     | 2,2 %   | 2,1 %    | 2,5 %    | 2,7 %            |
| 2018 | 2,2 %   | 2,5 %   | 2,4 %  | 2,6 %  | 2,3 %, | 2,3 %, | 2,5 %   | 2,3 %  | 2,1 %     | 2,3 %   | 3,4 %    | 3,7 %    | 2,6 %            |
| 2019 | 2,6 %   | 2,2 %   | 2,2 %  | 2,4 %  | 2,3 %  | 2,1 %  | 2,2 %   | 2,1 %  | 2,0 %     | 2,1 %   | 2,2 %    | 2,5 %    | 2,3 %            |
| 2020 | 2,2 %,  | 2,2 %,  | 4,1 %  | 3,4 %  | 2,9 %  | 2,5 %  | 2,7 %,  | 2,7 %, | 2,5 %     | 3,2 %   | 3,3 %    | 2,8 %    | 2,9 %            |
| 2021 | 3,2 %   | 2,7 %   | 2,8 %  | 2,9 %  | 2,6 %  | 2,8 %  | 2,9 %,  | 2,9 %, | 2,9 %,    | 2,6 %   | 2,8 %    | 3,1 %    | 2,9 %            |
| 2022 | 2,8 %   | 3,4 %   | 4,5 %  | 3,9 %  | 3,4 %, | 3,4 %, | 3,1 %   | 2,9 %  | 3,5 %     | 3,2 %   | 2,7 %,   | 2,7 %,   | 3,3 %            |
| 2023 | 2,7 %   | 3,1 %,  | 3,4 %  | 3,1 %  | 2,9 %  | 3,4 %, | 3,4 %,  | 2,7 %  | 3,1 %,    | 3,1 %,  | 2,8 %    | 2,6 %    | 3,0 %            |
| 2024 | 3,1 %   | 2,9%    | 2,7 %  | 2,8 %  | 2,7 %  | 3,4 %, | 3,4 %,  | 2,5 %  | 2,9 %     | 2,9 %   | 2,8 %    | 3,3 %    | 2,9 %            |
| 2025 | 2,6 %,  | 2,6 %,  | 2,7 %, | 2,7 %, | 2,9 %  | 2,9 %  | 2,7%    |        |           |         |          |          |                  |

```
Sources : 
Médiamétrie
[
221
]
```

Légende
- Meilleur score mensuel de l'année.
- Pire score mensuel de l'année.
- Meilleur score mensuel absolu et de l'année.